# Dolní Bojanovice
Dolní Bojanovice ( tedesco: Unter Bojanowitz ; Unter Boganowitz ) è un villaggio nel distretto di Hodonín nella Regione della Moravia meridionale , 8 km a ovest di Hodonín . Ha circa 3.000 abitanti. I comuni confinanti con il capoluogo sono Lužice , Starý Poddvorov , Mikulčice , Mutěnice , Josefov e Hodonín .
Il villaggio è anche soprannominato "Kaláby", dal nome della famiglia locale Kalab, ed è noto anche il soprannome di "piccolo Vaticano" o "Vaticano della Moravia", a causa dell'elevata religiosità di Dolní Bojanovice. 

## Storia
Come dimostrano reperti archeologici di origine più antica, il territorio del paese e i suoi dintorni erano abitati dai Celti . Questi risultati dimostrano un alto livello di artigianato culturale. I Celti vissero qui dal IV secolo a.C. Furono cacciati dalle tribù germaniche dei Marcomani all'inizio d.C. Nel corso del VI secolo cominciarono a penetrare nel nostro territorio le prime tribù di slavi .
Non possiamo ancora determinare il periodo esatto in cui è stata fondata Dolní Bojanovice. Si può supporre che S. Cirillo e Metodio attraversarono questa zona da Mikulčice a Kyjov.
La prima menzione scritta del paese risale al 1196.
La piscicoltura e la viticoltura erano un'importante fonte di reddito per la nobiltà. Il villaggio e i suoi dintorni hanno sofferto molto a causa delle numerose incursioni belliche, come testimoniano numerosi insediamenti estinti, ad esempio Rupersdorf, Roztrhanice, Kapanice, Kuničky, Vsisko, Kukvice e Potvorovice. 
nel 1196 .
L'ufficio postale del villaggio fu istituito il 16 gennaio 1892. 
Dopo il colpo di stato comunista del 1948, nel villaggio ospitò il gruppo di resistenza scout guidato da Pavel Hubačka, i cui membri uccisero il 4 gennaio 1950 a Hodonín l'ufficiale della Sicurezza di Stato Alois Dyček. StB ha arrestato 14 persone per ritorsione. Alcuni di loro furono torturati in modo disumano, condannati a morte e a trent'anni di prigione. 
Karel Kryl ha visitato più volte il villaggio.

## Amministrazione e politica comunale
Vlastimil Jansa (STAN) è stato sindaco dal 2010 al 2014 . Nella riunione di fondazione del Consiglio nel novembre 2014, l'Ing. è stato eletto a questa carica. Eva Rajchmanová ( KDU-ČSL ).  È stata rieletta in questa posizione il 29 ottobre 2018. Nel settembre 2022 Tomáš Makudera è stato eletto sindaco.

## Strutture e cultura del villaggio
Attualmente nel villaggio si trovano il museo rurale Slovácká , una biblioteca, una scuola elementare con asilo, una scuola elementare d'arte , frequentata dai bambini della zona, e la pensione Václav. C'è anche la località "Pod Čaganov", dove si trovano capannoni e vigneti slovacchi.
Ogni anno nel villaggio si svolgono diversi eventi culturali, come la festa di San Venceslao, la picchettamento della montagna, Zahrávky, Hodky, la cantina delle ragazze, la gita in costume, ecc. Spesso qui si tengono anche mostre di vario genere, sia d'arte ( (ad esempio dipinti, sculture), fotografie - e da paesi stranieri, costumi da cucito e mostre di giardinaggio. Il cinema estivo locale proietta ogni stagione. Una volta ogni due anni si svolge l'evento Il Raccolto dei nostri Antenati , che mostra l'andamento del raccolto così come lo facevano gli antenati.
La scuola d'arte elementare frequenta fino a trecento alunni, che imparano a cantare, ballare e dipingere. Molto conosciuti sono la banda giovanile di ottoni, i giovani saltimbanchi e i cori di bambini. La vita culturale nel villaggio è ricca, numerosi ascoltatori partecipano regolarmente a concerti e spettacoli di volontariato. All'estero operano anche diverse bande di dulcimer e bande di ottoni, le più famose delle quali sono Bojané o Šohajka .
Ricca è anche l'attività dell'Assessorato agli Affari Civili del Comune. L'attività pedagogica nella scuola primaria è di alto livello. La Biblioteca comunale è dotata di numerosi fondi librari. Varie organizzazioni sociali sono attive durante tutto l'anno. Gli eventi culturali sono organizzati da cacciatori, vigili del fuoco, atleti. Il comune stesso ha realizzato una serie di impianti sportivi grazie al lavoro volontario dei cittadini. Ci sono alcune piste ciclabili tra cui scegliere nelle vicinanze.
L'anno liturgico gode del sostegno della maggioranza della popolazione e, sin dalla nascita di Cristo, durante tutto l'anno vengono organizzati eventi liturgici con numerose visite non solo da parte degli anziani. Il coro e l'orchestra di San Venceslao non si esibiscono solo durante le funzioni religiose, ma hanno nel loro repertorio anche numerose composizioni profane, che l'ensemble esegue in diverse occasioni. Opera qui da centocinquanta anni. Sabato 24 dicembre 2022, durante la veglia della vigilia di Natale nella chiesa di S. Venceslao, celebrato da P. Petr Karas, è stato eseguito dal Coro di San Venceslao in una trasmissione televisiva in diretta della Messa di Natale ceca di Jakub Jan Ryba. La messa di mezzanotte è stata accompagnata da altri musicisti sul campanile della chiesa di S. Venceslao, nella zona vicino alle campane suonano brani celebrativi della nascita di Cristo, trasmessi in diretta anche da TV Noe. 
Tra il 2015 e il 2017 il centro sanitario locale è stato riparato con una spesa di 14 milioni di corone. Al piano terra si trovano gli studi di un medico di medicina generale e di un pediatra, di una massaggiatrice ed un'estetista, mentre al primo piano ci sono sette appartamenti con assistenza. 

## Economia
Del villaggio fanno parte anche le cantine vinicole di Horní konci, V preněních, Pod nojkama e Pod Čaganov. Per la maggior parte sono riccamente decorati con ornamenti slovacchi. La vinificazione ha una tradizione secolare, soprattutto nella coltivazione del Riesling, che un tempo era uno dei migliori dell'Austria-Ungheria. Qui nel 1907 venne fondata la più antica cooperativa vinicola Zádruha, le cui cantine furono presumibilmente portate nel vicino Poddvorov durante la Guerra dei Trent'anni e, secondo alcune voci, c'erano passaggi sotterranei fino a Pálava.